# Rzepiski
Rzepiski – wieś w Polsce, położona w województwie podlaskim, w powiecie augustowskim, w gminie Augustów.
| SIMC    | Nazwa | Rodzaj    |
| ------- | ----- | --------- |
| 1010680 | Polki | część wsi |

W latach 1975–1998 miejscowość administracyjnie należała do województwa suwalskiego.